# Promachus fasciatus
Promachus fasciatus là một loài ruồi trong họ Asilidae. Promachus fasciatus được Fabricius miêu tả năm 1775.